# Бойко, Александр Григорьевич
Алекса́ндр Григо́рьевич Бо́йко (укр. Олександр Григорович Бойко; род. 30 ноября 1954, Черновцы) — советский и украинский футболист, защитник, полузащитник, мастер спорта СССР (1974).

## Биография
Воспитанник черновицкого футбола (с 1963 года), свои первые шаги в большом футболе начал в местной «Буковине». Там его приметили тренеры юношеской сборной СССР.
Находясь на сборах в Москве, молодой футболист получил предложение перейти в киевское «Динамо». Несколько лет Александр выступал за дублирующий состав и во многих матчах был его капитаном.
В 1975 году дебютировал в основном составе, в матче «Шахтёр» (Донецк)-«Динамо» (Киев), выйдя на замену вместо Анатолия Конькова и в первом же матче, отдал голевой пас на Блохина, забившего победный гол.
В. В. Лобановский перевёл защитника Бойко в опорные полузащитники. Высоченный игрок, великолепно играл головой и был мастером подкатов (после этого приёма даже забивал голы).
Дебютным голом в высшей лиге отметился в 1980 году, в матче «Динамо» (Киев)-ЦСКА.
Пик карьеры игрока, приходится на 1979—1982 годы. Пользуясь доверием тренера, закрепился в основном составе, став двукратным чемпионом СССР и обладателем Кубка СССР, а также Кубка сезона, в котором киевляне встречались с обладателем Кубка СССР «Шахтёром» и благодаря голу, забитому Бойко в основное время, в послематчевых пенальти, динамовцы завоевали почётный трофей.
Вскоре из-за частых травм Александр Бойко закончил активную карьеру.
В 1990 году, играя за ветеранов киевского «Динамо» на турнире в Финляндии, Александр получил приглашение играть за местный клуб. Приглашение он принял и отыграл в Финляндии до конца сезона.

## Достижения
Динамо (Киев)
- Чемпион СССР (2): 1980, 1981
- Обладатель Кубка СССР: 1982
- Обладатель Кубка Сезона (Суперкубок СССР): 1981

## Личная жизнь
Сын Александра Бойко, Денис — пошёл по стопам отца, также став футболистом. Игровое амплуа — вратарь.